# Trombocit faktor 4
Trombocit faktor 4 (PF4), ili hemokin (C-X-C motiv) ligand 4 (CXCL4), je mali citokin iz CXC hemokin familije. Ovaj hemokin se oslobađa iz alfa-granula aktiviranih trombocita u toku trombocit agregacije. On promoviše koagulaciju krvi putem dejstva na heparin-slične molekula. Iz tog razloga, za njega je predviđeno da igra ulogu in zarastanju rana i inflamacija. Njegova glavna fiziološka uloga je neutralizacija heparin-sličnih molekula na endotelnoj površini krvnih sudova, čime se inhibira lokalna antitrombin III aktivnost i promoviše koagulacija. On se obično nalazi u kompleksu sa proteoglikanom.
PF4 je izaziva hemotaksu neutrofila, fibroblasta i monocita, i interaguje sa varijantom hemokin receptora , poznatom kao CXCR3B. Gen za ljudski PF4 je lociran na ljudskom hromozomu 4.
Heparin:PF4 kompleks je antigen u heparin-indukovanoj trombocitopeniji, idiosinkratičnoj autoimunoj reakciji na administraciju antikoagulanta heparina. PF4 autoantitela su bila nađena kod pacijenata sa trombozom i osobinama poput HIT ali ne pre administracije heparina.

## Literatura
- Bikfalvi A, Gimenez-Gallego G (2004). „The control of angiogenesis and tumor invasion by platelet factor-4 and platelet factor-4-derived molecules.”. Semin. Thromb. Hemost. 30 (1): 137—44. PMID 15034805. doi:10.1055/s-2004-822978.
- Maurer AM, Zhou B, Han ZC (2007). „Roles of platelet factor 4 in hematopoiesis and angiogenesis.”. Growth Factors. 24 (4): 242—52. PMID 17381065. doi:10.1080/08977190600988225.
- Deuel TF, Keim PS, Farmer M, Heinrikson RL (1977). „Amino acid sequence of human platelet factor 4.”. Proc. Natl. Acad. Sci. U.S.A. 74 (6): 2256—8. PMC 432148 . PMID 267922. doi:10.1073/pnas.74.6.2256.
- Walz DA; Wu VY; de Lamo R;  . (1978). „Primary structure of human platelet factor 4.”. Thromb. Res. 11 (6): 893—8. PMID 601757. doi:10.1016/0049-3848(77)90117-7.
- Nath N, Lowery CT, Niewiarowski S (1975). „Antigenic and antiheparin properties of human platelet factor 4 (PF4).”. Blood. 45 (4): 537—50. PMID 803847.
- Hermodson M, Schmer G, Kurachi K (1977). „Isolation, crystallization, and primary amino acid sequence of human platelet factor 4.”. J. Biol. Chem. 252 (18): 6276—9. PMID 893407.
- Maione TE; Gray GS; Petro J;  . (1990). „Inhibition of angiogenesis by recombinant human platelet factor-4 and related peptides.”. Science. 247 (4938): 77—9. PMID 1688470. doi:10.1126/science.1688470.
- Eisman R; Surrey S; Ramachandran B;  . (1990). „Structural and functional comparison of the genes for human platelet factor 4 and PF4alt.”. Blood. 76 (2): 336—44. PMID 1695112.
- Han ZC, Bellucci S, Tenza D, Caen JP (1990). „Negative regulation of human megakaryocytopoiesis by human platelet factor 4 and beta thromboglobulin: comparative analysis in bone marrow cultures from normal individuals and patients with essential thrombocythaemia and immune thrombocytopenic purpura.”. Br. J. Haematol. 74 (4): 395—401. PMID 2140694. doi:10.1111/j.1365-2141.1990.tb06325.x.
- Poncz M; Surrey S; LaRocco P;  . (1987). „Cloning and characterization of platelet factor 4 cDNA derived from a human erythroleukemic cell line.”. Blood. 69 (1): 219—23. PMID 3098319.
- Griffin CA; Emanuel BS; LaRocco P;  . (1987). „Human platelet factor 4 gene is mapped to 4q12----q21.”. Cytogenet. Cell Genet. 45 (2): 67—9. PMID 3622011. doi:10.1159/000132431.
- Senior RM; Griffin GL; Huang JS;  . (1983). „Chemotactic activity of platelet alpha granule proteins for fibroblasts.”. J. Cell Biol. 96 (2): 382—5. PMC 2112304 . PMID 6187750. doi:10.1083/jcb.96.2.382.
- Morgan FJ, Begg GS, Chesterman CN (1980). „Complete covalent structure of human platelet factor 4.”. Thromb. Haemost. 42 (5): 1652—60. PMID 6445090.
- Deuel TF; Senior RM; Chang D;  . (1981). „Platelet factor 4 is chemotactic for neutrophils and monocytes.”. Proc. Natl. Acad. Sci. U.S.A. 78 (7): 4584—7. PMC 319837 . PMID 6945600. doi:10.1073/pnas.78.7.4584.
- Brown KJ, Parish CR (1994). „Histidine-rich glycoprotein and platelet factor 4 mask heparan sulfate proteoglycans recognized by acidic and basic fibroblast growth factor.”. Biochemistry. 33 (46): 13918—27. PMID 7524669. doi:10.1021/bi00250a047.
- Mayo KH; Roongta V; Ilyina E;  . (1995). „NMR solution structure of the 32-kDa platelet factor 4 ELR-motif N-terminal chimera: a symmetric tetramer.”. Biochemistry. 34 (36): 11399—409. PMID 7547867. doi:10.1021/bi00036a012.
- Barker S, Mayo KH (1995). „Quarternary structure amplification of protein folding differences observed in 'native' platelet factor-4.”. FEBS Lett. 357 (3): 301—4. PMID 7835432. doi:10.1016/0014-5793(94)01384-D.
- Zhang X; Chen L; Bancroft DP;  . (1994). „Crystal structure of recombinant human platelet factor 4.”. Biochemistry. 33 (27): 8361—6. PMID 8031770. doi:10.1021/bi00193a025.
- Horne MK (1993). „The effect of secreted heparin-binding proteins on heparin binding to platelets.”. Thromb. Res. 70 (1): 91—8. PMID 8511754. doi:10.1016/0049-3848(93)90226-E.
- Kolset SO; Mann DM; Uhlin-Hansen L;  . (1996). „Serglycin-binding proteins in activated macrophages and platelets.”. J. Leukoc. Biol. 59 (4): 545—54. PMID 8613703.

## Spoljašnje veze
- Platelet+factor+4 на 